# Clarendon Press
Clarendon Press, ett brittiskt boktryckeri och bokförlag, tillhörigt universitetet i Oxford och grundlagt redan 1585 i liten skala. 
1669-1713 hade detta tryckeri, då kallat "University press", sin lokal i det så kallade "Theatrum sheldonianum" (vilken byggnad ärkebiskop Sheldon låtit uppföra för annat ändamål), flyttades därefter till "Clarendon Building" - till vilken medel erhållits genom försäljningen av lord Clarendons "History of the rebellion and civil wars in England" - och 1830 till en ny, särdeles storartad byggnad. 
Det administrerades länge genom en nämnd av 12 "delegerade", utsedd av universitetets rådsförsamling. Sina förnämsta inkomster har det haft genom tryckningen av biblar och bönböcker. Oxfords universitet hade jämte Cambridges under lång tid privilegium på utgivandet av biblar och liturgiska böcker. Också var Clarendon Press det största bibeltryckeri som funnits; det kallades i denna egenskap vanligen "Oxford University Press". 
I en avdelning, som kallas "the learned" eller "the classical", trycks universitetets handlingar samt arbeten, som förläggs av enskilda personer eller de "delegerade", tidigare främst filologi. Tryckeriet har haft eget pappersbruk i Wolvercote nära Oxford.